# Военная доктрина Республики Беларусь
Военная доктрина Республики Беларусь — система официально принятых в Белоруссии взглядов на обеспечение военной безопасности. Правовую основу документа составляют конституция и концепция национальной безопасности. Положения военной доктрины базируются на системном анализе военно-политической обстановки и прогнозе её развития с учётом потребностей и реальных возможностей по обеспечению военной безопасности страны, а также имеющегося опыта военного строительства и организации вооружённой защиты государства.

## Доктрина 1992 года
С обретением независимости перед руководством страны встала задача разработки положений национальной военной политики. В качестве основного военно-политического документа была определена военная доктрина, которая была принята Верховным Советом (постановление № 2049-XII от 16 декабря 1992 года). Она соответствовала военно-политической обстановке начала 90-х годов XX столетия, которая характеризовалась окончанием «холодной войны». Документ имел сугубо оборонительный характер и был направлен не на подготовку к войне, а на упрочение как государственной, так и международной безопасности. В основу создания доктрины была положена концепция вооружённого нейтралитета.
Военная доктрина 1992 года выделила в военной политике военно-политическое и военно-техническое направления. Первое представлено концепциями «Предотвращения войны» и «Пресечения агрессии», которые содержали способы ликвидации предпосылок к возникновению войны, на оборону и пресечение агрессии сочетанием политических, экономических, дипломатических, собственно военных и других мер. Второе базировалось на концепциях «Сдерживания» и «Активной обороны». Они отражали систему взглядов на характер возможной войны, способы её ведения и состав вооружённых сил.

## Доктрина 2002 года
3 января 2002 года президент Александр Лукашенко подписал закон «Об утверждении Военной доктрины Республики Беларусь». Новый вариант документа детализировал положения системы обеспечения безопасности в военной сфере, изложенные в концепции национальной безопасности 2001 года, которая конкретизировала основные направления военной политики Беларуси.
Отличием доктрины 2002 года от 1992-го стало увеличение значения анализа и военно-политического прогнозирования. Данное положение стало одним из основных методологических оснований формирования военной безопасности. Также переосмыслено понятие военной доктрины. В термин сужены средства достижения военной безопасности только политическими и военными мерами. Руководство страны придало серьёзное значение экономическим, информационно-психологическим, морально-нравственным и другим мерам.
Новая доктрина более чётко структурирована. Помимо политической и технической, документ включает в себя третью сторону — экономическую и состоял из преамбулы, трёх глав и заключения.
Также как и первая, вторая доктрина носила сугубо оборонительный характер. В тексте изложена позиция Республики Беларусь в том, что ни одно из государств в настоящее время не является для неё потенциальным противником.

## Доктрина 2016 года
Третья доктрина вступила в силу 20 июля 2016 года.
В документе определены военная организация государства и основы её применения, военно-экономические аспекты (касается ВПК), меры по обеспечению военной безопасности, в том числе, впервые в Беларуси разработан план действий против гибридной войны и цветной революции. При разработке доктрины учитывался опыт Донбасского и Сирийского конфликтов.
Основными целями военной политики Республики Беларусь стали поддержание международного мира и безопасности, предотвращение угрозы развязывания войны и обеспечение гарантии национальной безопасности государства от возможных военных угроз. Она формировалась согласно положениям Устава ООН, Хельсинкским соглашениям 1975 и 1992 годов, Парижской хартии 1990 года, Стамбульской Хартии 1999 года и другим международным договорам, соглашениям и договорённостям. На основании этих документов были заложены принципы, по которым страна:
- не выдвигает никаких территориальных претензий к другим государствам и не признаёт таких претензий со стороны других государств;
- уважает политическую независимость и государственный суверенитет других стран и признаёт их право решать вопросы обеспечения национальной безопасности в соответствии со своими интересами без нанесения ущерба безопасности других государств;
- выступает за решение всех межгосударственных противоречий исключительно путем переговоров на взаимоприемлемой основе;
- содействует сбалансированному сокращению вооружения на европейском континенте в рамках обязательств, определённых международными соглашениями и договорами;
- исключает одностороннее сокращение вооружения в ущерб военной безопасности государства, допуская его только с учётом своих экономических возможностей и объективной целесообразности для обеспечения необходимого уровня обороноспособности.

Приоритетными направлениями в коалиционной политике названы Союзное государство с Россией, ОДКБ и СНГ. Отношения с Евросоюзом в доктрине характеризуются как «добрососедские и взаимовыгодные», а с НАТО — «партнёрские».

## Доктрина 2024 года
В апреле 2024 года принята четвёртая доктрина.
Из нового в документе указано, что основными потенциальными внешними военными опасностями на уровне военной угрозы признаются: размещение стратегических средств поражения большой дальности в неядерном исполнении, ядерного, биологического и других видов оружия массового уничтожения (ОМП); производство ОМП или его компонентов на территориях сопредельных государств, руководство которых проводит недружественную политику; вооружённые инциденты с провокационными целями; концентрация вблизи границы воинских формирований; эскалация внутреннего вооружённого конфликта на территориях белорусских союзников и стран-соседей; проведение мобилизации для нападения на Беларусь.
В обеспечении собственной и региональной безопасности основная ставка делается на Союзное государство и ОДКБ. Поддерживается участие страны в ОБСЕ и ООН, но выражается непозволительность злоупотреблений механизмами этих организаций для оказания давления. В доктрине заявлена озабоченность по поводу расширения НАТО, однако при этом государство готово вести диалог с альянсом. Прописано, что Беларусь сможет оказывать военную помощь союзникам в случае агрессии против них.